# Earthquake Weather
Earthquake Weather es un álbum de Joe Strummer, exlíder de The Clash, lanzado en 1989. El álbum vendió pocas copias, a pesar de ser bien recibido por la crítica. La mayor parte del álbum fue grabada en Los Ángeles, California, en 1988 y 1989. Fue la primera vez que Strummer trabajaba en un proyecto musical propio. Años anteriores había trabajado con Alex Cox en los soundtracks para sus películas Sid and Nancy y Walker en 1986 y 1987. Además trabajó en la producción del segunda álbum de Mick Jones con la banda Big Audio Dynamite en 1986.
Fue el recibimiento y las ventas de la banda sonora de la película Walker lo que impulsó a Strummer a trabajar otra vez en su propio material. Formó un grupo que estaba integrado por Zander Schloss, Lonnie Marshall, Jack Irons y Willie MacNeil. La banda que lo acompañaba se volvió conocida como The Latino Rockabilly War. El primer proyecto para el cual trabajó la banda fue la película Permanent Record con Keanu Reeves que incluyó las canciones "Trash City", "Baby the Trans", "Nothin' 'bout Nothin", "Nefertiti Rock" y la instrumental "Theme from Permanent Record". La portada del álbum fue diseñada por Josh Cheuse.
En 2008, el álbum ve reeditado aunque no fue remasterizado y básicamente se trató de una versión CD-R del álbum..

## Track listing
Todas las canciones fueron compuestas por Joe Strumme, excepto las indicadas.

Todas las canciones escritas y compuestas por Joe Strummer, except where indicated. 
| N.º | Título                      | Escritor(es)                              | Duración |  |
| 1.  | «Gangsterville»             |                                           | 4:20     |  |
| 2.  | «King of the Bayou»         |                                           | 2:51     |  |
| 3.  | «Island Hopping»            |                                           | 2:36     |  |
| 4.  | «Slant Six»                 |                                           | 3:04     |  |
| 5.  | «Dizzy's Goatee»            |                                           | 3:24     |  |
| 6.  | «Shouting Street»           |                                           | 3:19     |  |
| 7.  | «Boogie with Your Children» | Strummer, Lonnie Marshall, Zander Schloss | 3:30     |  |
| 8.  | «Leopardskin Limousines»    |                                           | 3:31     |  |
| 9.  | «Sikorsky Parts»            |                                           | 3:35     |  |
| 10. | «Jewellers and Bums»        |                                           | 2:48     |  |
| 11. | «Highway One Zero Street»   |                                           | 3:25     |  |
| 12. | «Ride Your Donkey»          | C. Campbell & The Tenors                  | 2:21     |  |
| 13. | «Passport to Detroit»       |                                           | 2:50     |  |
| 14. | «Sleepwalk»                 |                                           | 4:06     |  |

## Músicos
- Joe Strummer - voz, guitarra rítmica, piano, percusión
- Zander Schloss - guitarra líder, banjo, voz
- Lonnie Marshall - bajo
- Jack Irons - batería
- Willie McNeil - batería